# Afabilidad
La afabilidad es aquella cualidad que consiste en ser de un acceso fácil para sus inferiores y en escucharlos con benevolencia. Affabilis significa, propiamente hablando, de quien se puede fácilmente. El sentido de la palabra española está de acuerdo con su etimología. 
La afabilidad no consiste en las exterioridades de una vana política, en la afectación de una bondad fingida o de una benevolencia mentirosa; sino, como ha dicho Massillon: tiene su origen en la humanidad, es un sentimiento que nace de la ternura y de la bondad del corazón. La hipocresía, lleva mal la máscara de la afabilidad. Sus palabras serán dulces, seductoras, doradas pero jamás afables porque no parten del corazón. La sinceridad en la expresión de la benevolencia, será, pues, el primer carácter de la afabilidad. Como el hombre afable es naturalmente bueno, sus rasgos tendrán el sello de una dulzura amable; su palabra será, a pesar suyo, cariñosa, sus maneras simplemente afectuosas, casi familiares, sin perder nada de su dignidad. La definición misma de la afabilidad supone que existe una distancia entre el que acoge y el que es acogido; esta distancia es precisamente la que el hombre afable se esforzará en hacer desaparecer. Será mucho menos preocupado de la superioridad de su rango y del respeto que le es debido que del embarazo de aquel que le habla, y de la confianza que procurará inspirarle.
La conversación no tendrá nada de la rapidez glacial de una audiencia y sabrá darle el giro de una amable conversación. Lejos de hacer sentir a su inferior el intervalo que los separa, le tenderá dulcemente la mano para acercarle a él y la sencillez natural de su acogida no hará ver en él más que a un hombre hablando a otro hombre o escuchándole con interés para saber si será posible obligarle. En efecto, por lo mismo que su corazón es bueno y generoso, está animado de aquel espíritu de justicia y penetrado de aquel sentimiento de igualdad que le muestra en los otros hombres hermanos para proteger y socorrerse. Apreciando en su justo valor los motivos de la desigualdad social, sabe que la superioridad de posición no consiste en una superioridad real; que un hombre en una condición oscura, puede poseer un mérito mucho más verdadero que el que cerca el brillo de las dignidades y que, en fin, todos los hombres son iguales en este sentido porque todos tienen los mismos derechos a la felicidad y a la benevolencia de sus semejantes. No estima las ventajas de su posición elevada más que porque le permite hacer el bien y reparar algunas veces las injusticias de la suerte o de los hombres. 
La afabilidad es una feliz disposición, la expresión de una benevolencia verdadera y se ha podido decir con razón, que es una virtud, pues obliga y hace servicio por sí misma; una buena acogida es ya una buena acción. Se reconvenía a Tito porque acogia muy bien a los pretendientes y porque prometía mas acaso, de lo que podía conceder. Responde: 
Yo podría reprocharme de una mala acción, si alguno saliese descontento de la audiencia del principe ¿no es ya hacer un beneficio conceder una esperanza?
La afabilidad es una virtud de los antiguos tiempos. Se encuentra todavía en algunos hombres que han conservado las tradiciones de noble sencillez y de generosa franqueza.